# جون كينيدي (لاعب كرة قدم)
جون كينيدي (بالإنجليزية: John Kennedy)‏ (و. 1983  م) هو لاعب كرة قدم، من المملكة المتحدة، يلعب كقلب الدفاع (كرة القدم).

## مسيرته الكروية
لعب جون كينيدي خلال مسيرته الاحترافية مع ناديين في أحد عشر موسمًا وسجل خلالها 3 أهداف ضمن 43 مباراة. حيث فاز في أربعة مواسم بالكأس وفي ستة مواسم بالدوري.
خاض جون كينيدي مسيرته مع نادي سلتيك في موسم 1999–00 في المرة الأولى ليلعب معه تسعة مواسم ثم في موسم 2009–10 لمدة موسم واحد، مشاركًا طوالها في 27 مباراة سجل خلالها هدفًا واحدًا. ثم انتقل إلى نادي نورويتش سيتي في موسم 2008–09 لمدة موسم واحد، حيث شارك في 16 مباراة سجل خلالها هدفين.

## روابط خارجية
- جون كينيدي على موقع الاتحاد الإسكتلندي (الإنجليزية)
- جون كينيدي على موقع قاعدة بيانات كرة القدم.إي يو (الإنجليزية)
- جون كينيدي على موقع ناشيونال فوتبول تيمز (الإنجليزية)
- جون كينيدي على موقع Soccerbase.com (لاعب) (الإنجليزية)